# Hackers, pirates informàtics
Hackers, pirates informàtics (títol original: Hackers) és una pel·lícula estatunidenca dirigida per Iain Softley, estrenada l'any 1995. Ha estat doblada al català.

## Argument
Poden forçar qualsevol codi i penetrar a qualsevol sistema. Són sovint encara adolescents i posats ja sota vigilància per les autoritats. Aquest són hackers. « Zero Cool » - el seu nom real és Dade Murphy - és una llegenda entre els seus coneguts. El 1988, tot sol, ha destrossat mil cinc-cents set ordinadors de Wall Street i la justícia li ha prohibit d'apropar-se a un teclat abans de fer 18 anys. S'ha quedat set anys sense ordinador. Kate Libby, també anomenada « Acid Burn », té un ordinador portàtil trucat, que pot passar de zero a seixanta sobre l'autopista de la informació en un nanosegon. Quan entren en col·lisió, la guerra dels sexes agafa un gir particularment greu. Però esdevé impossible de dir el que passarà quan el mestre hacker « La Pesta » utilitza Dade, Kate i els seus amics per una diabòlica conspiració industrial. Ara només ells poden evitar una catàstrofe que el món no ha vist mai.

## Repartiment
- Jonny Lee Miller: Dade « Crash Override / Zero Cool » Murphy
- Angelina Jolie: Kate « Acid Burn » Libby
- Jesse Bradford: Joey Pardella
- Matthew Lillard: Emmanuel « Cereal Killer » Goldstein
- Laurence Mason: Paul « Lord Nikon » Cook
- Renoly Santiago: Ramon « Phantom Phreak » Sanchez
- Fisher Stevens: Eugene « La Pesta » Belford / Mr. Babbage
- Alberta Watson: Lauren Murphy
- Darren Lee: Rasoir
- Peter Hi. Kim: Brotxa
- Ethan Browne: Curtis
- Lorraine Bracco: Margo
- Wendell Pierce: l'agent Richard Gill
- Michael Gaston: l'agent Bob
- Marc Anthony: l'agent Ray

## Al voltant de la pel·lícula
- El rodatge s'ha desenvolupat a Hackensack, Londres i Nova York. Les escenes de l'institut es van rodar a la Stuyvesant High School, un establiment especialitzat en matemàtiques i ciències.
- L'ordinador central fictici que els estudiants pirategen es diu Gibson, en homenatge a l'autor de ciència-ficció William Gibson.
- El nom del personatge Emmanuel Goldstein és una referència al traïdor de la novel·la 1984 de George Orwell. Aquest nom va ser igualment utilitzat com pseudònim per Eric Gordon Corley com a editor de la revista americana 2600: The Hacker Quarterly, i que era igualment consultor del film.
- El Manifest del hacker llegit per l'agent Bob va ser escrit el gener de 1986 per The Mentor i va ser publicat al Volum 1, Número 7, Phile 3 de 10 de la revista Phrack.
- Cap al final del film, el personatge Eugene Belford utilitza el pseudònim Mr. Babbage, en referència a Charles Babbage, un matemàtic britànic i precursor de la informàtica.
- Els actors Jonny Lee Miller i Angelina Jolie es van casar el març de 1996, poc després del final del rodatge.

## Banda original
- Original Bedroom Rockers, interpretada per Kruder & Dorfmeister
- Cowgirl, interpretada per Underworld
- Voodoo People, interpretada per The Prodigy
- Open Up, interpretada per Leftfield
- Phoebus Apollo, interpretada per Carl Cox
- The Joker, interpretada per Josh G. Abrahams
- Halcyon & Es & Es, interpretada per Orbital
- Communicate (Headquake Hazy Cloud Mix), interpretada per Plastico
- One Love, interpretada per The Prodigy
- Connected, interpretada per Stereo MC's
- Eyes, Lips, Body (Mekon Vocal Mix), interpretada per Ramshackle
- Richest Junkie Still Alive (Sank Remix), interpretada per Machines of Loving Grace
- Heaven Knows, interpretada per Squeeze
- Protection, interpretada per Massive Attack
- Real Wild Child, composta per Johnny O'Keefe, Johnny Greenman i Dave Owens
- Original, interpretada per Leftfield
- Gran Central Parade, composta per Guy Pratt